# Torneos WTA 125s en 2021
La WTA 125K series es la secundaria del circuito de tenis profesional organizado por la Asociación de Tenis de Mujeres. El WTA 125K series 2021 consiste en un calendario de quince torneos, donde cada uno paga una bolsa de premios de 125 000 dólares.

## Torneos
| Semana           | Torneo | Campeonas                                                  | Subcampeonas                              | Semifinalistas                         | Cuartos de final                                                       |
| ---------------- | --- | ---------------------------------------------------------- | ----------------------------------------- | -------------------------------------- | ---------------------------------------------------------------------- |
| 3 de mayo        | L'Open 35 de Saint-Malo Saint-Malo, Francia $125,000 – Tierra batida – 32S/11Q/13D Cuadro Individual – Cuadro Dobles                  | Viktorija Golubic 6–1, 6–3                                 | Jasmine Paolini                           | Harmony Tan Varvara Gracheva           | Aliona Bolsova Aliaksandra Sasnovich Anna Schmiedlová Rebecca Peterson |
| 3 de mayo        | L'Open 35 de Saint-Malo Saint-Malo, Francia $125,000 – Tierra batida – 32S/11Q/13D Cuadro Individual – Cuadro Dobles                  | Kaitlyn Christian Sabrina Santamaria 7–6(7–4), 4–6, [10–5] | Hayley Carter Luisa Stefani               | Harmony Tan Varvara Gracheva           | Aliona Bolsova Aliaksandra Sasnovich Anna Schmiedlová Rebecca Peterson |
| 7 de junio       | Croatian Bol Ladies Open Bol, Croacia $125,000 – Tierra batida – 32S/8Q/16D Cuadro Individual – Cuadro Dobles                         | Jasmine Paolini 6–2, 7–6(7–4)                              | Arantxa Rus                               | Anna Blinkova Irina Bara               | Barbara Haas Kristína Kučová Martina Trevisan Claire Liu               |
| 7 de junio       | Croatian Bol Ladies Open Bol, Croacia $125,000 – Tierra batida – 32S/8Q/16D Cuadro Individual – Cuadro Dobles                         | Aliona Bolsova Katarzyna Kawa 6–1, 4–6, [10–6]             | Ekaterine Gorgodze Tereza Mihalíková      | Anna Blinkova Irina Bara               | Barbara Haas Kristína Kučová Martina Trevisan Claire Liu               |
| 5 de julio       | Nordea Open Båstad, Suecia $125,000 – Tierra batida – 32S/8Q/16D Cuadro Individual – Cuadro Dobles                                    | Nuria Párrizas 6–2, 6–2                                    | Olga Govortsova                           | Rebecca Peterson Mihaela Buzărnescu    | Aliona Bolsova Mayar Sherif Claire Liu Anna Bondár                     |
| 5 de julio       | Nordea Open Båstad, Suecia $125,000 – Tierra batida – 32S/8Q/16D Cuadro Individual – Cuadro Dobles                                    | Mirjam Björklund Leonie Küng 5–7, 6–3, [10–5]              | Tereza Mihalíková Kamilla Rakhimova       | Rebecca Peterson Mihaela Buzărnescu    | Aliona Bolsova Mayar Sherif Claire Liu Anna Bondár                     |
| 26 de julio      | LTP Charleston Pro Tennis Charleston, Estados Unidos $125,000 – Tierra batida (verde) – 32S/16Q/16D Cuadro Individual – Cuadro Dobles | Varvara Lepchenko 7–6(7–4), 4–6, 6–4                       | Jamie Loeb                                | Kateryna Bondarenko Lauren Davis       | Liang En-shuo Emma Navarro Hanna Chang Maria Mateas                    |
| 26 de julio      | LTP Charleston Pro Tennis Charleston, Estados Unidos $125,000 – Tierra batida (verde) – 32S/16Q/16D Cuadro Individual – Cuadro Dobles | Liang En-shuo Rebecca Marino 5–7, 7–5, [10–7]              | Erin Routliffe Aldila Sutjiadi            | Kateryna Bondarenko Lauren Davis       | Liang En-shuo Emma Navarro Hanna Chang Maria Mateas                    |
| 26 de julio      | Belgrade Challenger Belgrado, Serbia $125,000 – Tierra batida – 32S/8Q/16D Cuadro Individual – Cuadro Dobles                          | Anna Schmiedlová 6–3, 6–3                                  | Arantxa Rus                               | Rebecca Šramková Andrea Petkovic       | Anna Blinkova Kristýna Plíšková Tara Würth Martina Trevisan            |
| 26 de julio      | Belgrade Challenger Belgrado, Serbia $125,000 – Tierra batida – 32S/8Q/16D Cuadro Individual – Cuadro Dobles                          | Olga Govortsova Lidziya Marozava 6–2, 6–2                  | Alena Fomina Ekaterina Yashina            | Rebecca Šramková Andrea Petkovic       | Anna Blinkova Kristýna Plíšková Tara Würth Martina Trevisan            |
| 2 de agosto      | Thoreau Tennis Open Concord, Estados Unidos $125,000 – Dura – 32S/16Q/16D Cuadro Individual – Cuadro Dobles                           | Magdalena Fręch 6–3, 7–6(7–4)                              | Renata Zarazúa                            | Vera Zvonareva Madison Brengle         | Katrina Scott Mariam Bolkvadze Cristina Bucșa Hsieh Su-wei             |
| 2 de agosto      | Thoreau Tennis Open Concord, Estados Unidos $125,000 – Dura – 32S/16Q/16D Cuadro Individual – Cuadro Dobles                           | Peangtarn Plipuech Jessy Rompies 3–6, 7–6(7–5), [10–8]     | Usue Maitane Arconada Cristina Bucșa      | Vera Zvonareva Madison Brengle         | Katrina Scott Mariam Bolkvadze Cristina Bucșa Hsieh Su-wei             |
| 16 de agosto     | Chicago Challenger Chicago, Estados Unidos $125,000 – Dura – 32S/16Q/16D Cuadro Individual – Cuadro Dobles                            | Clara Tauson 6–1, 2–6, 6–4                                 | Emma Raducanu                             | Claire Liu Ann Li                      | Jule Niemeier Vitalia Diatchenko Zarina Diyas Storm Sanders            |
| 16 de agosto     | Chicago Challenger Chicago, Estados Unidos $125,000 – Dura – 32S/16Q/16D Cuadro Individual – Cuadro Dobles                            | Eri Hozumi Peangtarn Plipuech 7–5, 6–2                     | Mona Barthel Yu-chieh Hsieh               | Claire Liu Ann Li                      | Jule Niemeier Vitalia Diatchenko Zarina Diyas Storm Sanders            |
| 6 de septiembre  | Karlsruhe Open Karlsruhe, Alemania $125,000 – Tierra batida – 32S/8Q/16D Cuadro Individual – Cuadro Dobles                            | Mayar Sherif 6–3, 6–2                                      | Martina Trevisan                          | Jaqueline Cristian Maryna Zanevska     | Nastasja Schunk Rebecca Šramková Dalma Gálfi Anna Bondár               |
| 6 de septiembre  | Karlsruhe Open Karlsruhe, Alemania $125,000 – Tierra batida – 32S/8Q/16D Cuadro Individual – Cuadro Dobles                            | Irina Bara Ekaterine Gorgodze 6–3, 2–6, [10–7]             | Katarzyna Piter Mayar Sherif              | Jaqueline Cristian Maryna Zanevska     | Nastasja Schunk Rebecca Šramková Dalma Gálfi Anna Bondár               |
| 20 de septiembre | WTA Columbus 125 Columbus, Estados Unidos $125,000 – Dura (i) – 32S/16Q/16D Cuadro Individual – Cuadro Dobles                         | Nuria Párrizas 7–6(7–2), 6–3                               | Xinyu Wang                                | Coco Vandeweghe Saisai Zheng           | Ann Li Madison Brengle Lauren Davis Beatriz Haddad Maia                |
| 20 de septiembre | WTA Columbus 125 Columbus, Estados Unidos $125,000 – Dura (i) – 32S/16Q/16D Cuadro Individual – Cuadro Dobles                         | Xinyu Wang Saisai Zheng 6–1, 6–1                           | Dalila Jakupović Nuria Párrizas           | Coco Vandeweghe Saisai Zheng           | Ann Li Madison Brengle Lauren Davis Beatriz Haddad Maia                |
| 1 de noviembre   | Dow Tennis Classic Midland, Estados Unidos $125,000 – Dura (i) – 32S/16Q/16D Cuadro Individual – Cuadro Dobles                        | Madison Brengle 6–2, 6–4                                   | Robin Anderson                            | Danielle Lao Caty McNally              | Lizette Cabrera Francesca Di Lorenzo Katrina Scott Misaki Doi          |
| 1 de noviembre   | Dow Tennis Classic Midland, Estados Unidos $125,000 – Dura (i) – 32S/16Q/16D Cuadro Individual – Cuadro Dobles                        | Harriet Dart Asia Muhammad 6–3, 2–6, [10–7]                | Peangtarn Plipuech Aldila Sutjiadi        | Danielle Lao Caty McNally              | Lizette Cabrera Francesca Di Lorenzo Katrina Scott Misaki Doi          |
| 1 de noviembre   | Argentina Open Buenos Aires, Argentina $125,000 – Tierra batida – 32S/16Q/16D Cuadro Individual – Cuadro Dobles                       | Anna Bondár 6–3, 6–3                                       | Diane Parry                               | Mayar Sherif Panna Udvardy             | Ekaterine Gorgodze Despina Papamichail Irina Bara Beatriz Haddad Maia  |
| 1 de noviembre   | Argentina Open Buenos Aires, Argentina $125,000 – Tierra batida – 32S/16Q/16D Cuadro Individual – Cuadro Dobles                       | Irina Bara Ekaterine Gorgodze 5–7, 7–5, [10–4]             | María Lourdes Carlé Despina Papamichail   | Mayar Sherif Panna Udvardy             | Ekaterine Gorgodze Despina Papamichail Irina Bara Beatriz Haddad Maia  |
| 15 de noviembre  | Uruguay Open Montevideo, Uruguay $125,000 – Tierra batida – 32S/16Q/16D Cuadro Individual – Cuadro Dobles                             | Diane Parry 6–3, 6–2                                       | Panna Udvardy                             | Victoria Jiménez Ekaterine Gorgodze    | Emiliana Arango Laura Pigossi Xiaodi You Ane Mintegi del Olmo          |
| 15 de noviembre  | Uruguay Open Montevideo, Uruguay $125,000 – Tierra batida – 32S/16Q/16D Cuadro Individual – Cuadro Dobles                             | Irina Bara Ekaterine Gorgodze 6–4, 6–3                     | Carolina Alves Marina Bassols             | Victoria Jiménez Ekaterine Gorgodze    | Emiliana Arango Laura Pigossi Xiaodi You Ane Mintegi del Olmo          |
| 6 de diciembre   | Open Angers Arena Loire Angers, Francia $115,000 – Dura (i) – 32S/16Q/16D Cuadro Individual – Cuadro Dobles                           | Vitalia Diatchenko 6–0, 6–4                                | Shuai Zhang                               | Natalia Vikhlyantseva Yue Yuan         | Mallaurie Noël Clara Burel Jana Fett Kristina Mladenovic               |
| 6 de diciembre   | Open Angers Arena Loire Angers, Francia $115,000 – Dura (i) – 32S/16Q/16D Cuadro Individual – Cuadro Dobles                           | Tereza Mihalíková Greet Minnen 4–6, 6–1, [10–8]            | Monica Niculescu Vera Zvonareva           | Natalia Vikhlyantseva Yue Yuan         | Mallaurie Noël Clara Burel Jana Fett Kristina Mladenovic               |
| 13 de diciembre  | Open BLS de Limoges Limoges, Francia $115,000 – Dura (i) – 32S/16Q/16D Cuadro Individual – Cuadro Dobles                              | Alison Van Uytvanck 6–2, 7–5                               | Ana Bogdan                                | Varvara Gracheva Vera Zvonareva        | Jessika Ponchet Greet Minnen Caroline Garcia Kristina Mladenovic       |
| 13 de diciembre  | Open BLS de Limoges Limoges, Francia $115,000 – Dura (i) – 32S/16Q/16D Cuadro Individual – Cuadro Dobles                              | Monica Niculescu Vera Zvonareva 6–4, 6–4                   | Estelle Cascino Jessika Ponchet           | Varvara Gracheva Vera Zvonareva        | Jessika Ponchet Greet Minnen Caroline Garcia Kristina Mladenovic       |
| 20 de diciembre  | Hana Bank Korea Open Seúl, Corea del Sur $115,000 – Dura (i) – 32S/16Q/16D Cuadro Individual – Cuadro Dobles                          | Lin Zhu 6–0, 6–4                                           | Kristina Mladenovic                       | Ekaterina Kazionova Anastasia Kulikova | Yuki Naito Linda Fruhvirtová Arianne Hartono Isabella Shinikova        |
| 20 de diciembre  | Hana Bank Korea Open Seúl, Corea del Sur $115,000 – Dura (i) – 32S/16Q/16D Cuadro Individual – Cuadro Dobles                          | Ji-hee Choi Na-lae Han 6–4, 6–4                            | Valentini Grammatikopoulou Réka Luca Jani | Ekaterina Kazionova Anastasia Kulikova | Yuki Naito Linda Fruhvirtová Arianne Hartono Isabella Shinikova        |

## Estadística
En los cuadros figuran el número de títulos indivisuales (S) y dobles (D) ganados por cada jugadora y cada país durante la temporada, dentro de todas las categorías del torneo de la WTA 125s de 2021. Las jugadoras / países sean ordenados por:
1) el número total de títulos (un título de dobles ganado por dos jugadoras que representan a la misma nación solo es tomado por uno).
2) primero individuales > luego los dobles.
3) por orden alfabético (por los apellidos de las jugadoras).
Para evitar la confusión y la doble contabilización, estas tablas deben actualizarse solo después de que un evento se haya completado.

### Títulos por tenistas
| Total | Jugadoras           | S | D | S | D |
| ----- | ------------------- | - | - | - | - |
| 3     | Irina Bara          |   | ● | 0 | 3 |
| 3     | Ekaterine Gorgodze  |   | ● | 0 | 3 |
| 2     | Nuria Párrizas      | ● |   | 2 | 0 |
| 2     | Peangtarn Plipuech  |   | ● | 0 | 2 |
| 1     | Anna Bondár         | ● |   | 1 | 0 |
| 1     | Madison Brengle     | ● |   | 1 | 0 |
| 1     | Vitalia Diatchenko  | ● |   | 1 | 0 |
| 1     | Magdalena Fręch     | ● |   | 1 | 0 |
| 1     | Viktorija Golubic   | ● |   | 1 | 0 |
| 1     | Varvara Lepchenko   | ● |   | 1 | 0 |
| 1     | Jasmine Paolini     | ● |   | 1 | 0 |
| 1     | Diane Parry         | ● |   | 1 | 0 |
| 1     | Anna Schmiedlová    | ● |   | 1 | 0 |
| 1     | Mayar Sherif        | ● |   | 1 | 0 |
| 1     | Clara Tauson        | ● |   | 1 | 0 |
| 1     | Diane Parry         | ● |   | 1 | 0 |
| 1     | Alison Van Uytvanck | ● |   | 1 | 0 |
| 1     | Lin Zhu             | ● |   | 1 | 0 |
| 1     | Mirjam Björklund    |   | ● | 0 | 1 |
| 1     | Aliona Bolsova      |   | ● | 0 | 1 |
| 1     | Ji-hee Choi         |   | ● | 0 | 1 |
| 1     | Kaitlyn Christian   |   | ● | 0 | 1 |
| 1     | Harriet Dart        |   | ● | 0 | 1 |
| 1     | Olga Govortsova     |   | ● | 0 | 1 |
| 1     | Na-lae Han          |   | ● | 0 | 1 |
| 1     | Eri Hozumi          |   | ● | 0 | 1 |
| 1     | Katarzyna Kawa      |   | ● | 0 | 1 |
| 1     | Leonie Küng         |   | ● | 0 | 1 |
| 1     | En-shuo Liang       |   | ● | 0 | 1 |
| 1     | Rebecca Marino      |   | ● | 0 | 1 |
| 1     | Lidziya Marozava    |   | ● | 0 | 1 |
| 1     | Tereza Mihalíková   |   | ● | 0 | 1 |
| 1     | Greet Minnen        |   | ● | 0 | 1 |
| 1     | Monica Niculescu    |   | ● | 0 | 1 |
| 1     | Vera Zvonareva      |   | ● | 0 | 1 |
| 1     | Jessy Rompies       |   | ● | 0 | 1 |
| 1     | Sabrina Santamaria  |   | ● | 0 | 1 |
| 1     | Xinyu Wang          |   | ● | 0 | 1 |
| 1     | Saisai Zheng        |   | ● | 0 | 1 |
| 1     | Vera Zvonareva      |   | ● | 0 | 1 |

### Títulos por país
| Total | Países         | S | D |
| ----- | -------------- | - | - |
| 4     | Estados Unidos | 2 | 2 |
| 4     | Rumania        | 0 | 4 |
| 3     | España         | 2 | 1 |
| 3     | Georgia        | 0 | 3 |
| 2     | Francia        | 2 | 0 |
| 2     | Bélgica        | 1 | 1 |
| 2     | China          | 1 | 1 |
| 2     | Polonia        | 1 | 1 |
| 2     | Rusia          | 1 | 1 |
| 2     | Suiza          | 1 | 1 |
| 2     | Tailandia      | 0 | 2 |
| 1     | Egipto         | 1 | 0 |
| 1     | Hungría        | 1 | 0 |
| 1     | Italia         | 1 | 0 |
| 1     | Bielorrusia    | 0 | 1 |
| 1     | Canadá         | 0 | 1 |
| 1     | Corea del Sur  | 0 | 1 |
| 1     | China Taipéi   | 0 | 1 |
| 1     | Eslovaquia     | 0 | 1 |
| 1     | Reino Unido    | 0 | 1 |
| 1     | Indonesia      | 0 | 1 |
| 1     | Japón          | 0 | 1 |
| 1     | Suecia         | 0 | 1 |